# Kateřina Habsburská (1507–1578)
Kateřina Habsburská (portugalsky: Catarina; 14. ledna 1507, Torquemada – 12. února 1578, Lisabon) byla portugalská královna jako manželka krále Jana III. a regentka během nezletilosti svého vnuka, krále Sebastiána, v letech 1557 až 1562.

## Mládí

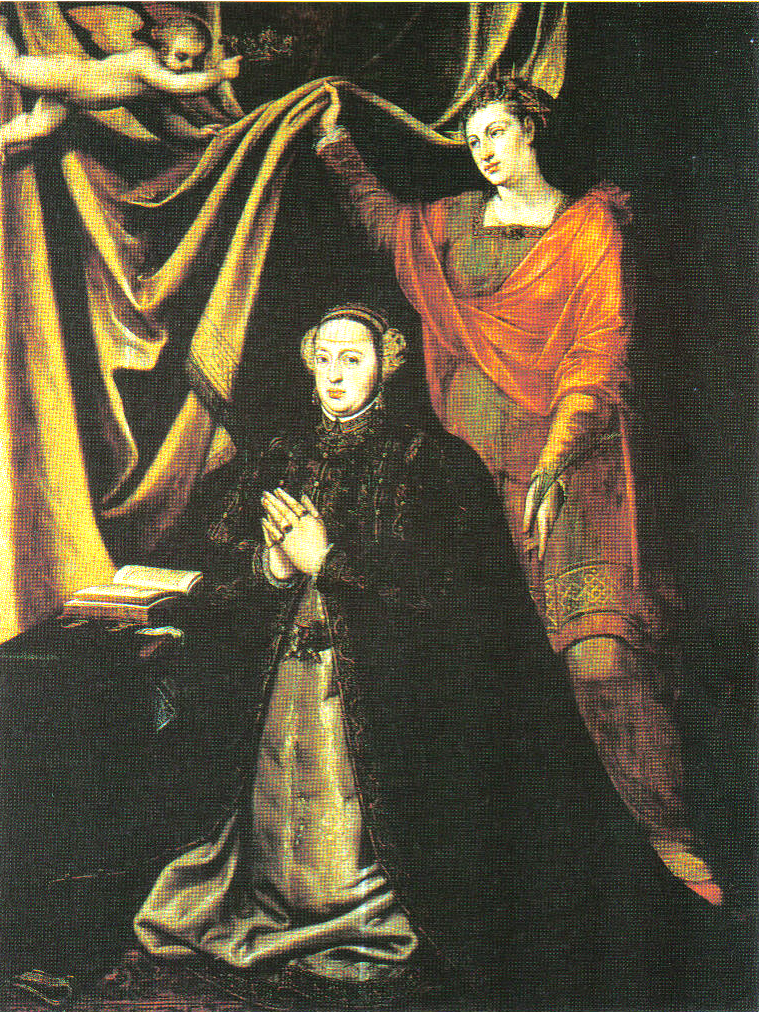
Oltářní obraz od Cristóvão Lopese v klášteře Madre de Deus v Lisabonu zobrazující Kateřinu Habsburskou se svou jmenovkyní, svatou Kateřinou Alexandrijskou

Kastilská infantka a rakouská arcivévodkyně Kateřina se narodila jako pohrobek, poslední dítě z manželství královny Jany I. Kastilské s králem Filipem I. Kastilským, který zemřel téměř čtyři měsíce před jejím narozením. Narodila se v Torquemadě a byla pojmenována na počest své tety z matčiny strany, Kateřiny Aragonské. Starala se o ni její psychicky labilní matka.
Všech jejích pět starších sourozenců, kromě Ferdinanda, se narodilo v habsburském Nizozemí a bylo svěřeno do péče jejich tety Markéty Rakouské, ale malou Kateřinu si Jana ponechala. Kateřina skutečně žila se svou matkou během jejího uvěznění v Tordesillas během vlády jejího dědečka Ferdinanda II. Aragonského jako regenta a jejího staršího bratra Karla jako spolukrále. Když nadešel čas, aby se provdala, byla propuštěna z vězení, které její matka snášela až do své smrti.

## Královna
Dne 10. února 1525 se osmnáctiletá Kateřina provdala za svého bratrance, krále Jana III. Portugalského. Sňatek domluvila její matka, Jana I. Kastilská. Kateřina a Jan měli devět dětí, ale pouze dvě přežily rané dětství.
Kateřina kladla velký důraz na vzdělání své rodiny, vytvořila rozsáhlou knihovnu a na dvoře založila jakýsi salon. Do své domácnosti přivedla několik vzdělaných žen, mezi nimi humanistky Joanu Vaz a Públii Hortênsii de Castro, stejně jako básnířku Luisu Sigeu de Velasco. Vaz byla zodpovědná za vzdělávání Kateřininy dcery, princezny Marie, a také její neteře, rovněž jménem Marie, která se sama stala uznávanou učenkou.
Po smrti svého manžela v roce 1557 se Kateřina dostala do sporu se svou snachou a neteří Janou Habsburskou o roli regentky jejího vnuka, krále Sebastiána, který byl v té době v kojeneckém věku. Spor byl nakonec rozhodnut zásahem Karla V., který podpořil svou sestru Kateřinu před svou dcerou Janou, jež byla potřebná ve Španělsku v době nepřítomnosti Filipa II.
Kateřina tak vykonávala regentskou vládu v Portugalsku od roku 1557 do roku 1562. Poté v roce 1562 předala regentství Jindřichovi Portugalskému.

## Sběratelka
Kateřina vlastnila jednu z nejstarších a nejkvalitnějších sbírek čínského porcelánu v Evropě, což souviselo s její pozicí portugalské královny. „Získala velké množství porcelánu a exotických předmětů z Asie, které pravidelně připlouvaly do Lisabonu a sloužily k výzdobě lisabonského královského paláce i k jejímu osobnímu užívání. Tyto předměty se staly symbolem její moci. Její sbírka se stala první kunstkammer na Pyrenejském poloostrově.“
Navázala tím na tradici krále Manuela I. Portugalského, který nakupoval porcelán pro svou manželku Marii Kastilskou (1482–1517), jež byla Kateřininou tetou. Mezi lety 1511 a 1514 pokladník koření v Lisabonu „zaevidoval celkem 692 kusů porcelánu a dalších exotických předmětů“ zakoupených jménem Marie Kastilské, tehdejší druhé manželky krále Manuela.
Mezi další „exotiku“ v Kateřinině sbírce patřily fosilizované žraločí zuby, hadí hlava zasazená do zlata, srdcovité jaspisové kameny zastavující krvácení, větvička korálu jako ochrana proti zlým duchům, bezoárové kameny, jednorožčí roh (narvalí kel) a hromady drahých kamenů, jako jsou rubíny, smaragdy a diamanty.

## Potomci
| Jméno                                                     | Narození          | Úmrtí             | Poznámky |
| --------------------------------------------------------- | ----------------- | ----------------- | --- |
| S Janem III., králem portugalským (sňatek 10. února 1525) |                   |                   | |
| Princ Afonso                                              | 24. února 1526    | 12. dubna 1526    | Portugalský princ (1526). |
| Princezna Maria Manuela                                   | 15. října 1527    | 12. července 1545 | Portugalská princezna (1527–1531). První manželka krále Filipa II. Španělského. Měla jedno dítě, Dona Carlose, a zemřela čtyři dny po jeho narození. |
| Infantka Isabel                                           | 28. dubna 1529    | 22. května 1530   | |
| Infantka Beatriz                                          | 15. února 1530    | 16. března 1530   | |
| Princ Manuel                                              | 1. listopadu 1531 | 14. dubna 1537    | Portugalský princ (1531–1537). Prohlášen dědicem v roce 1531.                                                                                        |
| Princ Filip                                               | 25. března 1533   | 29. dubna 1539    | Portugalský princ (1537–1539). Prohlášen dědicem v roce 1537.                                                                                        |
| Infant Denis                                              | 6. dubna 1535     | 1. ledna 1537     | |
| Princ João Manuel                                         | 3. června 1537    | 2. ledna 1554     | Portugalský princ (1539–1554). Prohlášen dědicem v roce 1539. Oženil se s Janou Španělskou. Jejich syn Sebastián se stal králem.                     |
| Infant Antonio                                            | 9. března 1539    | 20. ledna 1540    | |

Kateřina dnes nemá žádné potomky, protože obě její vnoučata zemřela bezdětná. Její rodová linie zanikla do šesti měsíců po její smrti, protože jediný její potomek, který ji přežil, král Sebastián Portugalský, zemřel v srpnu 1578.

## V populární kultuře
Kateřina Habsburská se objevuje v románu Putování jednoho slona (A Viagem do Elefante) od José Saramaga z roku 2008. Dále figuruje v románu Civilizace od Laurenta Bineta z roku 2019.
Také se objevila v manze Arte od Kei Ohkuba, kde byla nejprve představena pod přezdívkou Irene. Později odhalila svou skutečnou identitu jako Catalina, dcera Jany Kastilské. Časové zasazení nebylo přesně určeno, ale její fiktivní příjezd do Florencie by mohl spadat do období mezi jejím propuštěním z opatrovnictví a jejím sňatkem. Během jejího vnitřního monologu byl zobrazen její bratr, který nařídil kardinálovi dohlížet na její cestu, přičemž na hlavě měl korunu.

## Vývod z předků
|                     |                          |  |                        |                              |  |  |  |  |  |  |  | Arnošt Habsburský |
|                     |                          |  |                        |                              |  |  |  |  |  |  |  |                   |
|                     | Fridrich III. Habsburský |  |                        |                              |  |  |  |  |  |  |  |                   |
|                     |                          |  |                        |                              |  |  |  |  |  |  |  |                   |
|                     |                          |  |                        | Cimburgis Mazovská           |  |  |  |  |  |  |  |                   |
|                     |                          |  |                        |                              |  |  |  |  |  |  |  |                   |
|                     | Maxmilián I. Habsburský  |  |                        |                              |  |  |  |  |  |  |  |                   |
|                     |                          |  |                        |                              |  |  |  |  |  |  |  |                   |
|                     |                          |  |                        | Eduard I. Portugalský        |  |  |  |  |  |  |  |                   |
|                     |                          |  |                        |                              |  |  |  |  |  |  |  |                   |
|                     | Eleonora Portugalská     |  |                        |                              |  |  |  |  |  |  |  |                   |
|                     |                          |  |                        |                              |  |  |  |  |  |  |  |                   |
|                     |                          |  |                        | Eleonora Aragonská           |  |  |  |  |  |  |  |                   |
|                     |                          |  |                        |                              |  |  |  |  |  |  |  |                   |
|                     | Filip I. Kastilský       |  |                        |                              |  |  |  |  |  |  |  |                   |
|                     |                          |  |                        |                              |  |  |  |  |  |  |  |                   |
|                     |                          |  |                        | Filip III. Dobrý             |  |  |  |  |  |  |  |                   |
|                     |                          |  |                        |                              |  |  |  |  |  |  |  |                   |
|                     | Karel Smělý              |  |                        |                              |  |  |  |  |  |  |  |                   |
|                     |                          |  |                        |                              |  |  |  |  |  |  |  |                   |
|                     |                          |  |                        | Isabela Portugalská          |  |  |  |  |  |  |  |                   |
|                     |                          |  |                        |                              |  |  |  |  |  |  |  |                   |
|                     | Marie Burgundská         |  |                        |                              |  |  |  |  |  |  |  |                   |
|                     |                          |  |                        |                              |  |  |  |  |  |  |  |                   |
|                     |                          |  |                        | Karel I. Bourbonský          |  |  |  |  |  |  |  |                   |
|                     |                          |  |                        |                              |  |  |  |  |  |  |  |                   |
|                     | Isabela Bourbonská       |  |                        |                              |  |  |  |  |  |  |  |                   |
|                     |                          |  |                        |                              |  |  |  |  |  |  |  |                   |
|                     |                          |  |                        | Anežka Burgundská            |  |  |  |  |  |  |  |                   |
|                     |                          |  |                        |                              |  |  |  |  |  |  |  |                   |
| Kateřina Habsburská |                          |  |                        |                              |  |  |  |  |  |  |  |                   |
|                     |                          |  |                        |                              |  |  |  |  |  |  |  |                   |
|                     |                          |  | Ferdinand I. Aragonský |                              |  |  |  |  |  |  |  |                   |
|                     |                          |  |                        |                              |  |  |  |  |  |  |  |                   |
|                     | Jan II. Aragonský        |  |                        |                              |  |  |  |  |  |  |  |                   |
|                     |                          |  |                        |                              |  |  |  |  |  |  |  |                   |
|                     |                          |  |                        | Eleonora z Alburquerque      |  |  |  |  |  |  |  |                   |
|                     |                          |  |                        |                              |  |  |  |  |  |  |  |                   |
|                     | Ferdinand II. Aragonský  |  |                        |                              |  |  |  |  |  |  |  |                   |
|                     |                          |  |                        |                              |  |  |  |  |  |  |  |                   |
|                     |                          |  |                        | Fadrique Enríquez de Mendoza |  |  |  |  |  |  |  |                   |
|                     |                          |  |                        |                              |  |  |  |  |  |  |  |                   |
|                     | Juana Enríquez           |  |                        |                              |  |  |  |  |  |  |  |                   |
|                     |                          |  |                        |                              |  |  |  |  |  |  |  |                   |
|                     |                          |  |                        | Mariana Fernández z Córdoby  |  |  |  |  |  |  |  |                   |
|                     |                          |  |                        |                              |  |  |  |  |  |  |  |                   |
|                     | Jana I. Kastilská        |  |                        |                              |  |  |  |  |  |  |  |                   |
|                     |                          |  |                        |                              |  |  |  |  |  |  |  |                   |
|                     |                          |  |                        | Jindřich III. Kastilský      |  |  |  |  |  |  |  |                   |
|                     |                          |  |                        |                              |  |  |  |  |  |  |  |                   |
|                     | Jan II. Kastilský        |  |                        |                              |  |  |  |  |  |  |  |                   |
|                     |                          |  |                        |                              |  |  |  |  |  |  |  |                   |
|                     |                          |  |                        | Kateřina z Lancasteru        |  |  |  |  |  |  |  |                   |
|                     |                          |  |                        |                              |  |  |  |  |  |  |  |                   |
|                     | Isabela I. Kastilská     |  |                        |                              |  |  |  |  |  |  |  |                   |
|                     |                          |  |                        |                              |  |  |  |  |  |  |  |                   |
|                     |                          |  |                        | Jan Portugalský              |  |  |  |  |  |  |  |                   |
|                     |                          |  |                        |                              |  |  |  |  |  |  |  |                   |
|                     | Isabela Portugalská      |  |                        |                              |  |  |  |  |  |  |  |                   |
|                     |                          |  |                        |                              |  |  |  |  |  |  |  |                   |
|                     |                          |  |                        | Isabela z Braganzy           |  |  |  |  |  |  |  |                   |
|                     |                          |  |                        |                              |  |  |  |  |  |  |  |                   |